# Craugastor mimus
Craugastor mimus is een kikker uit de familie Craugastoridae. De soort werd voor het eerst wetenschappelijk beschreven door Edward Harrison Taylor in 1955. Oorspronkelijk werd de wetenschappelijke naam Eleutherodactylus mimus gebruikt.
De soort komt voor in delen van Midden-Amerika en leeft in het oosten van Honduras en in Nicaragua tot centraal Costa Rica.
De mannetjes kunnen tot 30 millimeter lang worden terwijl de vrouwtjes tot 55 mm lang kunnen worden.